# Burlesque
Burlesque nannte sich eine Gattung des US-amerikanischen Unterhaltungstheaters hauptsächlich im ersten Drittel des 20. Jahrhunderts, die dem American Vaudeville nahestand, aber als zentrale Attraktion den Striptease präsentierte.
Die Künstlerinnen entkleideten sich nicht vollständig, sondern entledigten sich nur gewisser Kleidungsstücke. Das Ausziehen von Handschuhen konnte dabei zur erotischen Attraktion werden. Als der Striptease nach 1930 zum wirklichen Ausziehen wurde, löste sich die Verbindung von Moderation, Tanz, Gesang und angedeutetem Striptease auf.

## Etymologie

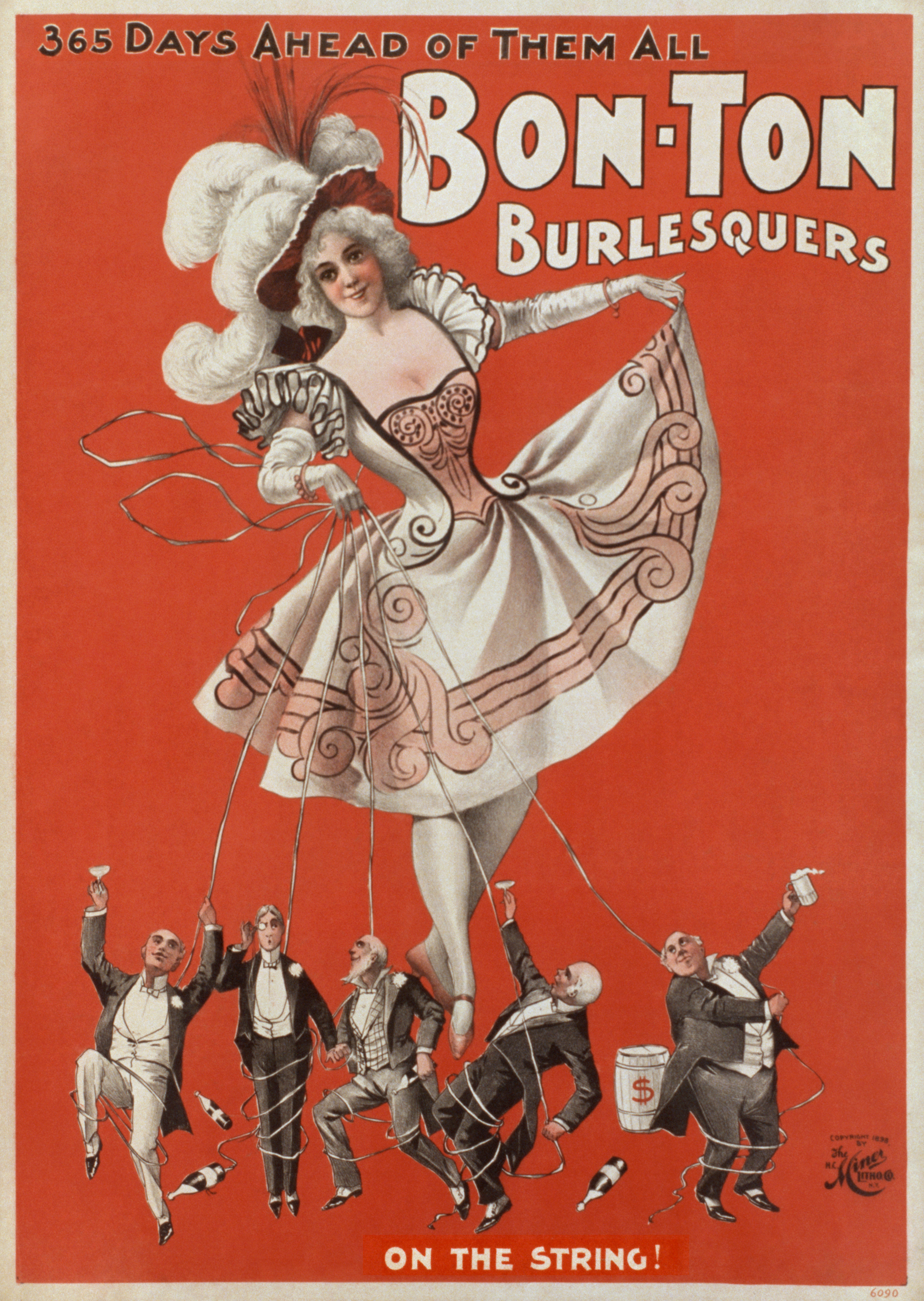
Plakat für eine Burlesque-Show (1898)

Unter Burlesque wurde ursprünglich eine humorvolle theatralische Darstellung mit parodierenden und grotesken Elementen verstanden. Das Wort Burlesque stammt vom italienischen Wort burla für „Schabernack“, welches wiederum vom lateinischen Wort burra für „Lappalie“ abstammt. Im spanischen Theater des Siglo de Oro gab es eine Comedia burlesca, Varianten der Burleske gab es ab dem 17. Jahrhundert überall in Europa.

## Ursprünge
Die Bedeutungsverschiebung von der Burleske im Sinn eines grob-komischen Theaterstücks zur Burlesque als erotisch aufreizende Show erfolgte im 19. Jahrhundert in London. Eine ähnliche Bedeutungsverschiebung ergab sich vom französischen Vaudeville als leichter Komödie zum American Vaudeville als Reihung artistischer Nummern.
Burlesque Show nannte sich zunächst eine britische Version der Pantomime, etwa bei James Planché. Im Viktorianischen Zeitalter wurde diese Burlesque zum Symbol für eine Populärkultur der Arbeiter, die sich mit kalkulierter Grobheit gegen die aristokratische Hochkultur richtete. Die Verbindung mit Revue-Elementen gab diesen Veranstaltungen etwa ab der Jahrhundertmitte eine erotische Konnotation.

## Geschichte und Gesellschaft
Das Wort Burleske stammt ursprünglich vom italienischen Wort burlesco sowie aus dessen Kleinform burla, was so viel bedeutet wie „Posse, Spaß“. Als Burlesque wird eine Gattung des US-amerikanischen Unterhaltungstheaters bezeichnet – hauptsächlich im ersten Drittel des 20. Jahrhunderts –, das dem American Vaudeville nahestand und als zentrale Attraktion den Striptease präsentierte. Dabei entkleideten sich die Künstlerinnen und Künstler nicht vollständig, sondern entledigten sich nur einiger Kleidungsstücke. Schon das Ausziehen von Handschuhen konnte dabei zur erotischen Attraktion werden. Als beim Striptease nach 1930 die vollständige Entkleidung erfolgte, löste sich die Verbindung von Moderation, Tanz, Gesang und angedeutetem Striptease auf. Später erlebte die Kunstform ein Comeback: Einige der Darstellerinnen aus der Varieté-Show wurden von Film- und Fernsehproduktionen engagiert. Ein Problem der damaligen Zeit war die Armut. Betroffene Frauen wandten sich deshalb der Burlesque auf der Suche nach finanzieller Unabhängigkeit zu.
Revuen galten als ein kostspieliges Vergnügen, während Burlesque-Auftritte der Arbeiterklasse eine erschwingliche Unterhaltungsmöglichkeit boten. Burlesque-Tänzerinnen in Amerika waren dafür bekannt, auch der Prostitution nachzugehen. Es handelte sich dabei um Immigrantinnen, die sich von vorherrschenden Rollenvorstellungen abweichend verhielten und ein rollenkonformes Familienleben ablehnten, um ihren Lebensunterhalt selbst zu verdienen. Die Burlesque entwickelte sich zu Beginn des 20. Jahrhunderts in Europa und in den USA in ähnlicher Weise. Als geografischer Mittelpunkt zu verorten waren ärmere Viertel in New York wie die Bowery im Süden von Manhattan. Ihren ersten Höhepunkt erlebte die Burlesque nach dem Ersten Weltkrieg.

### Burlesque im New York der 1920er Jahre
In manchen Stadtteilen New Yorks lebten überwiegend arbeitslose oder unterbezahlte Männer. Der Nackttanz war in den 1920er Jahren ein florierendes Geschäft, denn die Atmosphäre in Striptease-Bars und die Prostitution zogen Menschen an. Bedingt durch die wirtschaftliche Not lösten sich traditionelle moralische Werte und Normen damals auf – eine Entwicklung, die bis in das Bürgertum hineinreichte. Die bekanntesten Burlesque-Produzenten im New York dieser Zeit waren die Minsky-Brüder. Sie brachten die Burlesque aus den ärmeren Vierteln an den Broadway und führten den in der Burlesque veränderten Begriff des Striptease ein. Eben diese Brüder machten den Begriff populär, der die Kunst der Verführung mit den Elementen des Tanzes, der Enthüllung und der Komik verband. Der Mix aus Erotik, Sex und Komödie gefiel den Zuschauern. Stripteasekünstlerinnen der 1920er Jahre in Amerika waren berühmt, beispielsweise Ann Corio oder Margie Hart, die in New York wegen Entblößung während einer Performance verhaftet wurden. Die Darstellerinnen fanden durch ihren Erfolg den Weg aus der Armut. Sie befreiten sich durch die Burlesque aus gesellschaftlichen Zwängen und einigen wurde so ein finanziell unbeschwerter Lebensstil möglich. Eine Darstellerin, die ihre Karriere in jungen Jahren begann, verdiente bei den Minskys durchschnittlich zwischen 700 und 2000 US-Dollar pro Woche. Daraus ergab sich ein vielschichtiger Konflikt zwischen der Demonstration der finanziellen Potenz des Mannes in der Rolle des Show-Besuchers einerseits und andererseits dem Streben der Frau nach wirtschaftlicher Unabhängigkeit. Seit den Anfängen der Burlesque, als der Zurschaustellung von Erotik sowie Nacktheit andere Bedeutungen zukamen, führte diese Form von Sittenverstößen im puritanischen Amerika zu Repressalien und Verboten von Burlesque-Auftritten, bis hin zu Schließungen der Revuen. Durch diese Stigmatisierung wurde die Burlesque in den USA dann ab den 1930er Jahren in die Illegalität gedrängt und kam zum Erliegen.

### ‚Wiedergeburt‘ nach dem Zweiten Weltkrieg
Durch die Lockerung des Aufführungsverbots in den USA erlebte die Burlesque eine ‚Wiedergeburt‘ nach dem Zweiten Weltkrieg. Dabei lag der Schwerpunkt nicht mehr auf dem Entblößen des Körpers, sondern auf der Persönlichkeit der Künstlerinnen, ihrem Vermögen, mit dem Publikum in Interaktion zu treten, und in ihrer Ausdrucksstärke. Entscheidend ist, dass sich der Fokus vom Körper der Frau als Objekt von Begierde hin zur Frau als darstellender Künstlerin verlagerte. Die Transformation des dem Mann vormals untergeordneten Objekts führte zur Subjektwerdung der Frau als eigenständigem Wesen. Dies stellte einen Bruch mit den gesellschaftlichen Vorstellungen von Weiblichkeit und Männlichkeit dar. Hinzu kam, dass Bilder nackter Frauen an Verbreitung und Akzeptanz gewannen. Die Burlesque musste sich davon abheben und stattdessen ihren Mittelpunkt in der Künstlerin, ihrem Kostüm und ihrer Ausstrahlung finden. Schließlich ergab sich auf der Bühne sowie bei den Zuschauern eine Gelegenheit der neuen männlichen und weiblichen Identitätsbildung. Trotz des wirtschaftlichen Aufschwungs verlor die Burlesque Mitte der 1960er Jahre an Beliebtheit sowohl in Amerika als auch in Europa. Progressivismus und Optimismus waren der neue Antrieb und Zeitgeist. Vor allem in Amerika verschlechterten sich die Arbeitskonditionen für Burlesque-Künstlerinnen. Schönheitswettbewerbe und Inszenierungen von Top-Models waren von Interesse, spärliche Kleidung und Nacktheit sowie das Geschäft mit Mode und Körper waren akzeptierter als zuvor.

## US-Burlesque

### Anfänge

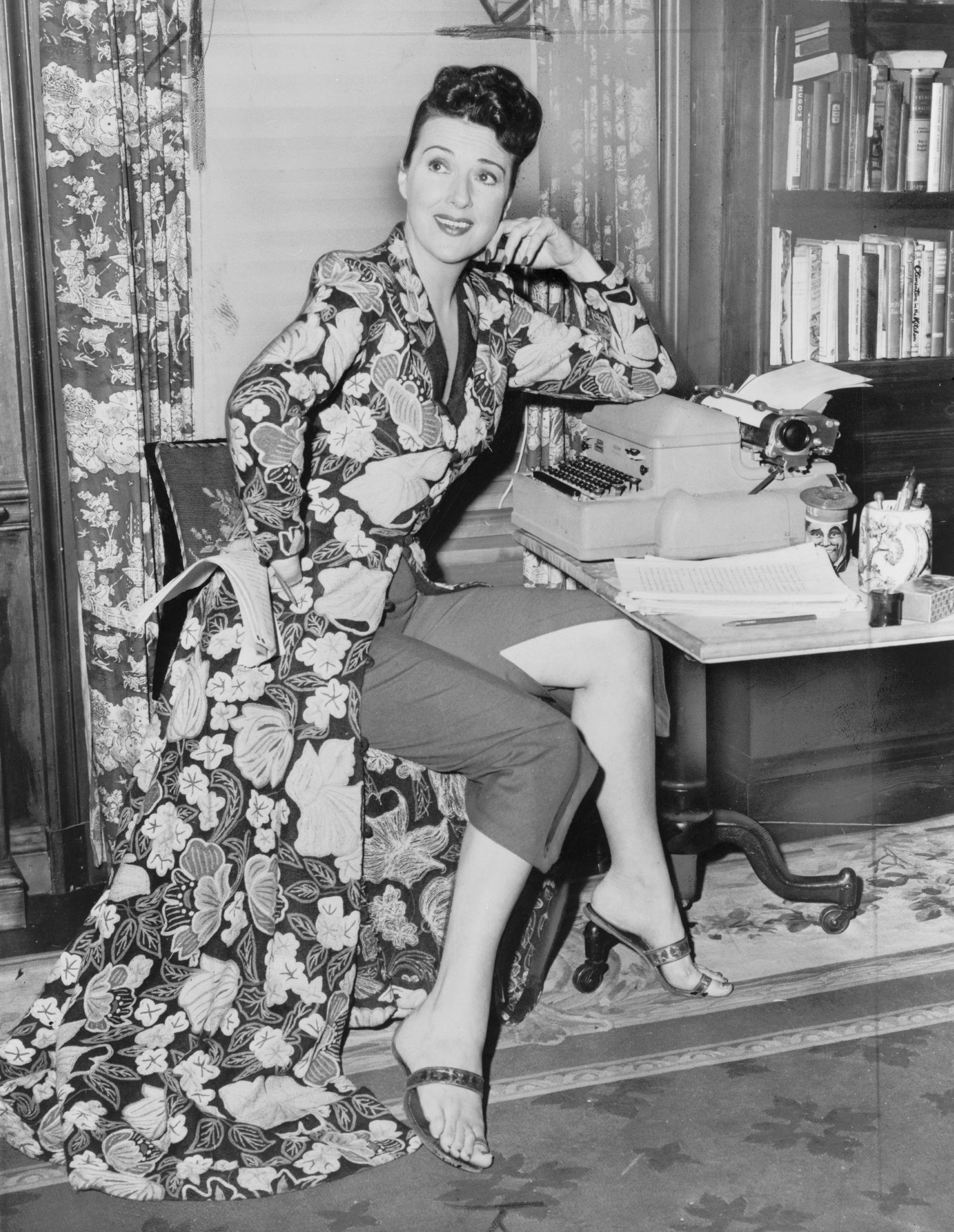
Gypsy Rose Lee wurde für ihre Burlesque-Shows berühmt

Ihren Ursprung hat die US-Burlesque in Gastspielen britischer und französischer Travestie-Shows ab der zweiten Hälfte des 19. Jahrhunderts. Frauen traten in Hosen auf, was aufreizend wirkte. Ansonsten trugen Frauen im Alltag nahezu ausschließlich lange Röcke (vergleiche Hosenrolle). Die Tänzerin Lydia Thompson brillierte mit Trikot und kurzen Röcken in der Burlesque und ab 1868 wurde sie in New York City zum gefeierten Star.
Die moderne Burlesque als Bühnenshow entstand unter dem Einfluss der großen Pariser Varietétheater wie Moulin Rouge oder Folies Bergère, die Anfang des 20. Jahrhunderts von den Ziegfeld Follies imitiert wurden. Die Burlesque griff Motive aus den Sideshows der Zirkusse auf und entwickelte sich zu einer eigenständigen Gattung des Unterhaltungstheaters, als die Beliebtheit des US-Vaudevilles Ende der 1920er Jahre schwand.
Popularität erlangte die Burlesque als preiswertes erotisches Entertainment durch jene Wanderzirkusse, die den angedeuteten Striptease, der mit frechen Sprüchen garniert wurde, als Rahmenprogramm in ihren Sideshows („Carny-Shows“) anboten. Diese Shows zielten auf ein einfaches Publikum und boten keine in sich geschlossene Handlung, lediglich ein hübsches Mädchen, das sich auszog, sowie etwas Glamour und Amüsement. Ein wichtiges Element der Burlesque waren Einlagen bekannter Komiker, während die akrobatischen Nummern, die im Stummfilm übertroffen wurden, an Bedeutung verloren.

### Minsky’s Burlesque
Ihre Glanzzeit erlebte die Burlesque als eigenständiges Genre in den Jahren vor dem Ausbruch des Zweiten Weltkriegs. Die New Yorker Burlesque Show ist eng mit dem Namen der Brüder Abe, Billy und Herbert Minsky verbunden (Minsky’s Burlesque), die 1912–1937 eine Reihe von Unterhaltungs-Etablissements hauptsächlich für ein Publikum von Einwanderern aus bescheidenen Verhältnissen führten. Ab 1931 unterhielten sie sogar eine Spielstätte am Broadway (siehe New Victory Theatre). Der Kinofilm Die Nacht, als Minsky aufflog (The Night They Raided Minsky’s, 1968) mit Jason Robards über die angebliche Erfindung des Striptease im Jahr 1925 vermittelt einen Eindruck der alten Burlesque-Show.
Eine der bekanntesten amerikanischen Burlesque-Artistinnen war Gypsy Rose Lee, die den Striptease mit gebildetem Smalltalk verband (vgl. den Song „Zip“ aus dem Musical Pal Joey, 1940). Jule Styne und Stephen Sondheim porträtierten sie 1959 in dem Musical Gypsy.
Alles begann im Jahr 1912: Die ‚Burlesque-Monarchen‘ von New York waren die vier Minsky-Brüder, die über 14 Theater verfügten. Bekannt war das National Winter Garden. Trotz Schließungen und Razzien hatten die Brüder Erfolg. Ein Bühnenstück, das jahrelang erfolgreich lief, war „Anthony and Cleopatra“. Es widmet sich der Frage, warum Minskys Burlesque so beliebt war. Einer der Artisten erklärt, dass es dort genau jene Burlesque gab, die die Zuschauer mochten, denn der spezielle ‚Minsky-Humor‘ machte sie unvergleichlich.
Um Burlesque in ihrer primitiven Form zu erleben, genügte ein Besuch des Olympic in der Fourteenth Street. Das Publikum hatte hohe Erwartungen, so wurde erst dann applaudiert, wenn die Künstlerinnen hinter dem Vorhang verschwanden. Die Zuschauer lachten dort nicht so häufig, sondern wollten, dass die Künstlerinnen auf der Bühne blieben. Die Besucher kamen in dieses Theater, da sie dort ihre Träume erleben und den Moment genießen konnten. Sie schienen sich vor der Anwesenheit der Künstler zu fürchten, so dass sie verstummten.
Zu den Komikern in der Burlesque gehörten W. C. Fields, Phil Silvers oder Abbott und Costello.

### Spätere Entwicklung
Die Burlesque existierte danach in unterschiedlichen Formen weiter und versuchte sich an modernere Erscheinungen wie die Pin-up-Kultur der 1950er Jahre anzupassen. In dieser Zeit waren Darstellerinnen wie Betty Page oder Lili St. Cyr in Darbietungen zu sehen, die sich Burlesque nannten. Mit dem Beginn der sexuellen Revolution in den 1960er Jahren – einerseits durch die verstärkte Verbreitung von Pornographie und andererseits durch die Frauenbewegung – hatte sich das Genre dann aber überlebt.

## New Burlesque

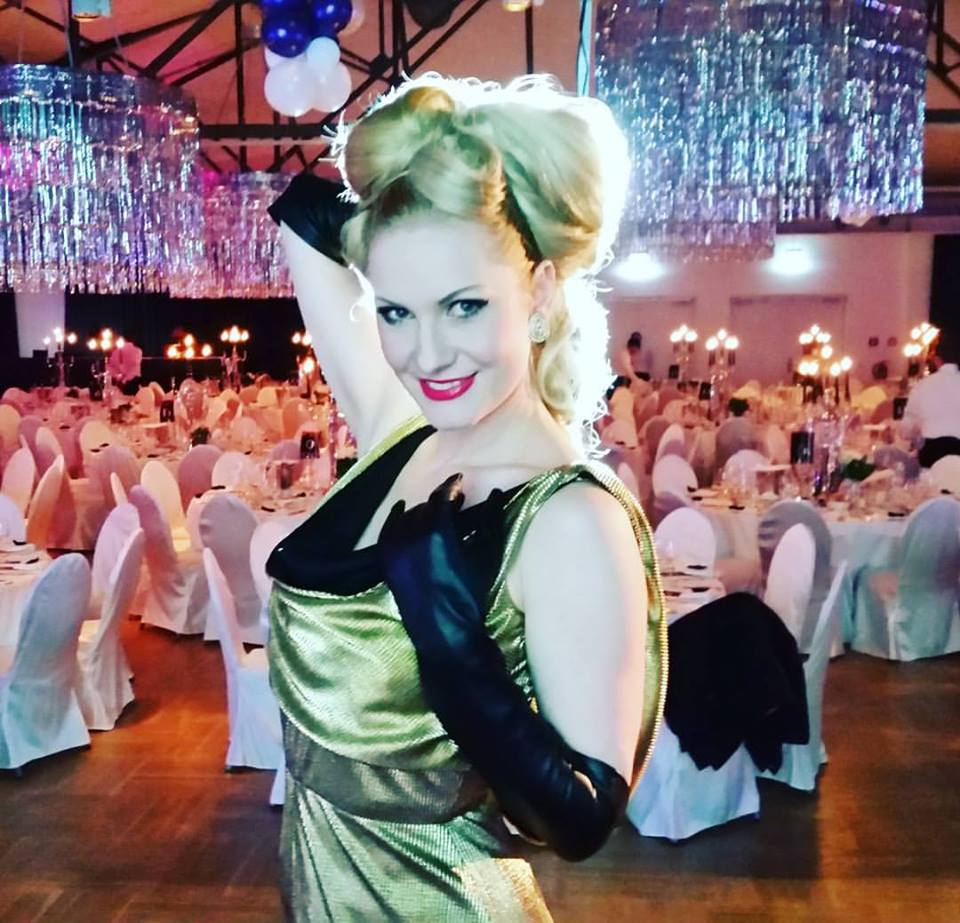
Marlene von Steenvag in Berlin

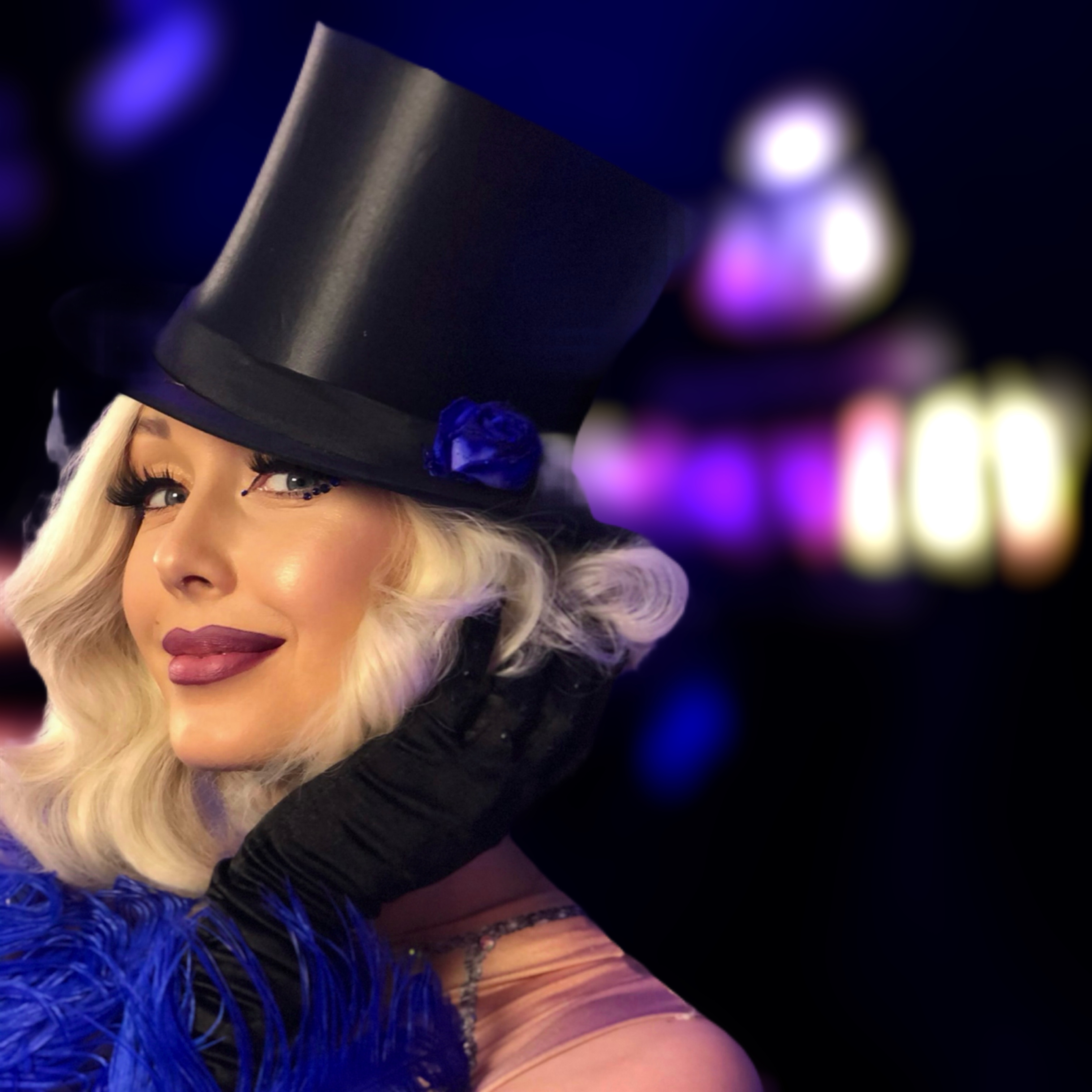
Burlesque Berlin – Jane Johnson

Ihre Renaissance erlebte die Burlesque erst in den 1990er Jahren als Neo-Burlesque oder New Burlesque in New York durch Ami Goodhearts Revue „Dutch Weismanns’ Follies“ und in Los Angeles durch Michelle Carrs Truppe „The Velvet Hammer Burlesque“. Diese Produktionen, die sich an den Darbietungen großer Burlesque-Tänzerinnen wie Mae West, Bettie Page, Gypsy Rose Lee, Dixie Evans oder Lili St. Cyr orientierten, haben ihrerseits eine neue Generation von Tänzerinnen zu neuen Shows und einem neuen Umgang mit der Tradition der Burlesque angeregt.
Seit den 2000er Jahren wird die Burlesque unter dem Motto Neo-Burlesque oder New Burlesque in Kanada und Europa (so in Berlin, München und Wien) wiederbelebt, aber meist einfach nur „Burlesque“ genannt. Eine bekannte Akteurin ist aktuell die Burlesque-Tänzerin Dita Von Teese. In Deutschland sind die bekanntesten Vertreterinnen dieser Kunst Marlene von Steenvag und das Berliner Original Jane Johnson.